# Bembecia gobica
Bembecia gobica is een vlinder uit de familie wespvlinders (Sesiidae), onderfamilie Sesiinae.
Bembecia gobica is voor het eerst wetenschappelijk beschreven door Špatenka & Lingenhöle in 2002. De soort komt voor in het Palearctisch gebied.